# アクセルペダル

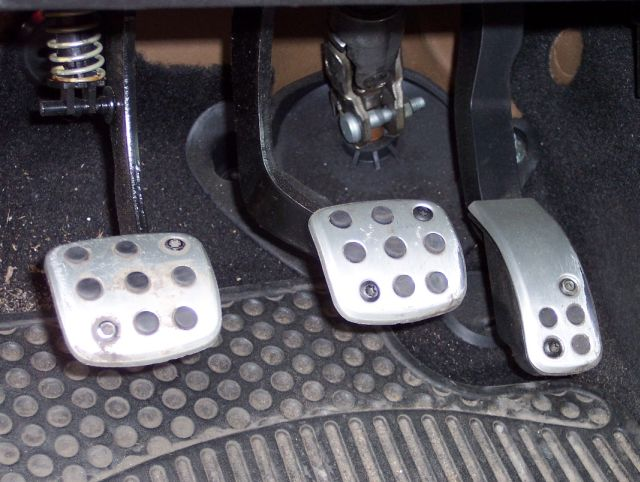
自動車(MT車)のペダル
左からクラッチペダル・ブレーキペダル・アクセルペダル

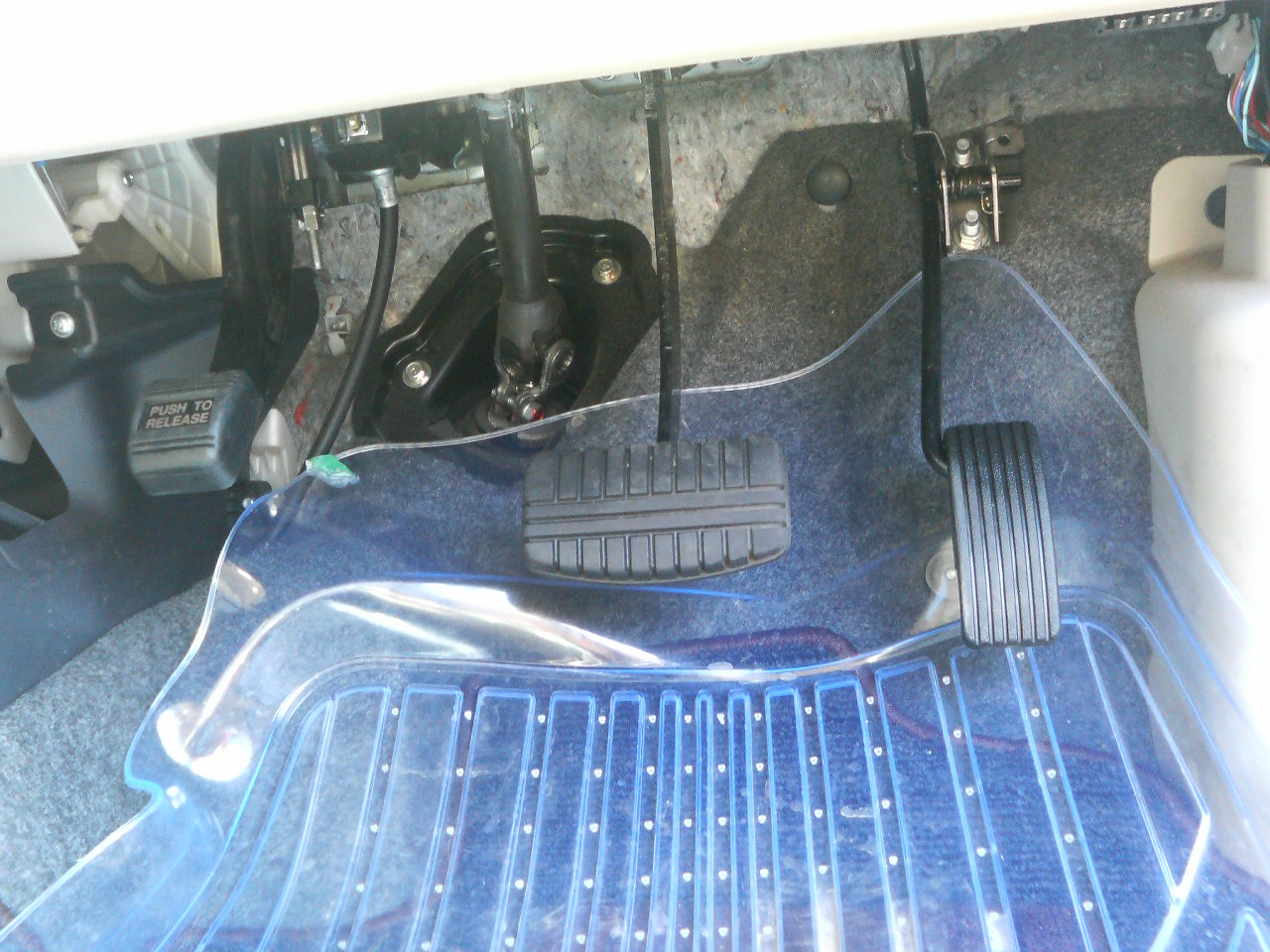
自動車(AT車)のペダル
左からパーキングブレーキ・ブレーキペダル・アクセルペダル

アクセルペダルは、自動車の部品の名称。イギリス英語では accelerator、アメリカ英語では gas pedal という。スロットルを作動させる。形状としてはペンダント（吊り下げ）式とオルガン（床置き）式がある。ペンダント（吊り下げ）式の方が配置の自由度がある一方、オルガン（床置き）式の方が体への負担が少なく、踏み間違い事故も少ないとされる。業界全体ではペンダント（吊り下げ）式の方が主流であり、ポルシェや近年（2012年発売の初代CX-5以降）のマツダの車種でオルガン（床置き）式が積極的に採用されている。

## 操作
アクセルペダルは、じわりと踏み込むように操作するのが原則である。
AT車では、アクセルペダルの操作によって、自動変速機のギヤを意図的に選択することが可能になる。
- シフトダウン
アクセルペダルを大きく踏み込むとシフトダウンし、急加速することができる。これをキックダウンと呼び、高速道路に合流する時などに使う。
- シフトアップ
踏み込んでいるアクセルペダルを少し戻すとシフトアップし、エンジンの回転数を落とすことができる。より高いギヤを利用することにより、エンジン音の低減と燃費の改善も期待ができる[要出典]。